# Eloeophila aldrichi collata
Eloeophila aldrichi collata is een ondersoort van de tweevleugelige Eloeophila aldrichi uit de familie steltmuggen (Limoniidae). De soort komt voor in het Nearctisch gebied.